# 文周王
文周王（ぶんしゅうおう、生年不詳 - 477年）は百済の第22代の王（在位:475年 － 477年）であり、先代の蓋鹵王の子。諱・諡は伝わらない。『三国史記』百済本紀・文周王紀の分注や『日本書紀』には汶洲王、『三国遺事』王暦には文明王という別名も見られる。

## 即位と遷都
蓋鹵王が王位についたとき、文周は上佐平（百済の官位のひとつ。1等官の上に立つ宰相に相当）として蓋鹵王を補佐するようになった。高句麗の長寿王が475年9月に百済の首都漢城（ソウル特別市）に攻め入った際、蓋鹵王の命で文周は新羅に救援（羅済同盟）を求めに出ており（『三国史記』百済本紀・蓋鹵王紀では木刕満致らとともに南方に逃れている）、10月に新羅の兵1万を率いて都に戻ったときには、既に漢城は陥落して蓋鹵王は処刑されていた。文周は直ちに王位について熊津（忠清南道公州市）に遷都した。
『日本書紀』においては雄略天皇20年（476年）に高句麗が百済を滅ぼしたこと、同21年（477年）3月に雄略天皇が久麻那利（こむなり、熊津を指す）を百済の汶洲王に下賜して国の復興をさせた、と記している。

## 治世
高句麗に備える体制を整えるため、476年2月に大豆山城（忠清北道清州市）を修復し、漢江の北の民を移住させた。3月には宋を頼ろうとして朝貢使を送ったが、たどり着けず目的を果たすことはできなかった。また、国内では実力者の解仇を兵官佐平、王弟の昆支を内臣佐平に任命し、長子三斤を太子に封じたが、昆支はまもなく没した。その後、解仇は専横を振るったが文周王はこれを制することができず、却って解仇が放った刺客によって477年9月に暗殺された。在位3年。先王の敗死から遷都を経て王権は低下しており、王権の回復は武寧王の即位（501年）まで待たなくてはならない状況になっていた。
476年4月、耽羅国（済州島）が貢物を献じてきたので、その使者に恩率（3等官）の位を与えたことが記されている。
一時滅亡と遷都しての再興という事情から、文周王・三斤王時代の百済の原史料は錯綜しており、『三国史記』年表においては文周王の治世を3年とし、百済本紀・文周王紀では4年条が存在している。